# Amadou Kiénou
Amadou Kienou est un danseur et un musicien auteur-compositeur burkinabé né à Ouagadougou (Burkina Faso).

## Biographie
Né à Ouagadougou, capitale du Burkina Faso, dans une famille de griots d’origine dafing, il est le septième fils de Baba Kiénou. Dès sa petite enfance, il est initié à la musique. Également sportif, il participe à des tournois et des compétitions de football et d’athlétisme au sein de l'Institut national de la Jeunesse et des Sports du Burkina Faso.
Il consacre cependant sa vie à la musique et à la danse. Il joue de plusieurs instruments traditionnels comme le djembé, le balafon, le doundoun, le tama et le n'goni.
Premier soliste de l'Ensemble Instrumental du Burkina Faso en 1986, il intègre en 1988 la compagnie Wamde de Moussognouma Kouyate, puis en 1989 l’Ensemble artistique de Désiré Bonogo dans lequel il devient le principal percussionniste. Entre 1992 et 1994, il compose des musiques pour des créations de danse contemporaine sous la direction de Lassane Congo.
En 1995, il crée avec des membres de sa famille (frères, sœurs, cousins, cousines) un groupe dénommé Amadou Kiénou et l'Ensemble Fôteban. Il travaille également avec le chorégraphe Salia Sanou sur des projets de formation.

## Discographie
- 1999 : Aya Fo [1]
- 2004 : Sya [2]
- 2006 : Taabali [3]
- 2010 : Le djembé, Percussion Mandingue PART 1 [4]